# IC 1063
IC 1063, IC 1064 — галактика типу SBb (компактна витягнута галактика) у сузір'ї Діва.
Цей об'єкт міститься в оригінальній редакції індексного каталогу.